# Воля (Вознесенський район)
Во́ля —  село в Україні, у Доманівській селищній громаді Вознесенського району Миколаївської області. Населення становить 209 осіб. Колишній орган місцевого самоврядування — Маринівська сільська рада.